# Jesse Wagstaff
Jesse Kendall James Wagstaff (Canberra, 30 aprile 1986) è un cestista australiano.

## Palmarès
- Campionato australiano: 6

Perth Wildcats: 2009-10, 2013-14, 2005-16, 2016-17, 2018-19, 2019-20